# Марвел (Арканзас)
Марвел (енгл. Marvell) град је у америчкој савезној држави Арканзас.

## Демографија
По попису из 2010. године број становника је 1.186, што је 209 (-15,0%) становника мање него 2000. године.
| Група             | 2000.       | 2010.       |
| Белци             | 561 (40,2%) | 416 (35,1%) |
| Афроамериканци    | 810 (58,1%) | 740 (62,4%) |
| Азијати           | 0 (0,0%)    | 2 (0,2%)    |
| Хиспаноамериканци | 11 (0,8%)   | 13 (1,1%)   |
| Укупно            | 1.395       | 1.186       |